# David Falk
Pour les articles homonymes, voir Falk.
David B. Falk, né en 1950, est un agent de joueurs américain qui travaille principalement avec des joueurs de  National Basketball Association (NBA).
Il a notamment été l'agent de Michael Jordan et représentant de plus d'une centaine d'autres joueurs de la NBA, est généralement considéré comme l'agent sportif le plus influent de l'histoire de la NBA.
Il est incarné par Chris Messina dans le film Air (2023).